# M. Shadows
Matthew Charles Sanders (né le 31 juillet 1981 à Fountain Valley, Californie), mieux connu sous le nom de M. Shadows est le chanteur-meneur, compositeur, pianiste et membre fondateur du groupe de metal américain Avenged Sevenfold.

## Biographie
Matthew est né à Fountain Valley, en Californie. Il commence à jouer du piano à un âge précoce, mais son intérêt pour la musique rock a grandi lorsqu'il est devenu plus âgé et a commencé à jouer de la guitare. Il relie son expérience musicale au piano comme un facteur majeur dans le développement de ses compétences avec la guitare et sa voix. Il est allé à la Huntington Beach High School, où il a d'abord joué dans un groupe de punk nommé Successful Faillure. À la suite de cela, il forme Avenged Sevenfold en 1999 avec des amis de lycée: Zachary James Baker, Jimmy Sullivan et Matt Wendt. Peu de temps après, un ami de Sullivan, Brian Elwin Haner Jr. rejoint Avenged Sevenfold en tant que guitariste.
Dans le DVD All Excess, Shadows revendique que tous les membres du groupe avaient été assignés à venir avec une liste de noms, mais que seulement lui en avait amené une. Le nom Avenged Sevenfold, est une référence au livre de la Genèse, Il a été choisi à la place de « Lips of Deceit », une autre référence biblique. Quelques-unes de ses influences sont NOFX, Rancid, Bad Religion, Guns N' Roses, Pantera et Metallica. Matt est allé dans une école catholique avec Jimmy Sullivan (qui deviendra plus tard The Rev), l'ancien batteur d'Avenged Sevenfold décédé le 28 décembre 2009. Il a une sœur prénommée Amy, et est marié à Valary Renee Dibenedetto avec qui il a eu un fils, River, né le 8 juillet 2012. Il soutient fortement les troupes de l'armée américaine. Certains de ses proches amis sont militaires et actuellement déployés à l'extérieur des États-Unis. La chanson M.I.A. dont les initiales représente "Missing In Action" a d'ailleurs été écrite en honneur à ses amis. Mais Shadows persiste à dire, avant chaque prestation de la chanson, qu'Avenged Sevenfold n'est pas un groupe de musique de type politique et qu'ils n'ont pas l'intention d'en devenir un.

### Nom de scène
M. Shadows, comme tous les autres membres d'Avenged Sevenfold, utilise un nom de scène. Dans le DVD All Excess, il affirme avoir choisi M. Shadows comme nom de scène parce qu'il croyait être « la personne la plus sombre du groupe ». Le M est la première initiale de son prénom, Matthew, qu'il ne veut pas avoir comme nom de scène à cause de la façon dont cela sonne. Il a aussi ajouté que le groupe a décidé de prendre des noms de scène à cause des autres musiciens populaires qui les ont influencés (Slash de Guns n' Roses et The Edge de U2).

## Style vocal
Le style vocal de Shadows a beaucoup évolué au fil du temps. Sur le premier album de Avenged Sevenfold, Sounding the Seventh Trumpet, il présente une voix rude, avec les cris représentatifs du style metalcore, avec des instances limitées de chant. Waking the Fallen en 2003 a montré une progression vers des lignes vocales plus mélodiques, mais encore montrant une influence forte metalcore. Le plus grand changement est, toutefois, venu avec la sortie de l'album, City of Evil, en 2005. L'album contient un minimum de cris et des mélodies vocales beaucoup plus définies, avec un accent mis sur les crochets vocaux. Ce style est resté répandu sur chaque album, que le groupe a sorti depuis ce temps. Des rumeurs se sont répandues déclarant que M. Shadows avait perdu sa capacité à hurler en raison de la chirurgie de la gorge qu'il a subi après Warped Tour 2002. Le producteur Andrew Murdock mettra fin à ces rumeurs en disant: « Quand j'ai rencontré le groupe après Sounding the Seventh Trumpet, Matt m'a remis le CD, et il m'a dit "Cet album est tout en cris. L'album que nous voulons faire sera moitié cris et moitié chant. Je ne veux plus crier ... l'album d'après sera chanté." »
Contrairement à ce que laissent supposer certaines rumeurs, la nouvelle orientation vocale  de M. Shadows n'est en aucun cas due à son opération ou à un problème de santé. En effet, il explique lui-même à de nombreuses reprises que son choix de ne plus "crier" dans ses chansons provient avant tout du désir d'offrir des parties vocales moins homogènes et plus diversifiées. Il n'hésite cependant pas à utiliser cette puissance vocale lors de concerts et de chansons plus récents (Après City Of Evil).

## Influences
Shadows puise son chant et son style des groupes de metal classiques. Il a cité Guns N' Roses comme sa plus grande influence dans une entrevue, commentant que « J'aime ce groupe. Vous pouvez nous comparer autant que vous le voulez — ils sont même une importante raison pour laquelle je suis dans un groupe et pourquoi j'écris de la musique ». Shadows a également dit qu'il a été largement influencé par Metallica, Megadeth, Slayer et Pantera. Metallica et Megadeth sont, d'après lui, la raison même pour laquelle Avenged Sevenfold essaie d'intégrer un son metal classique dans leur musique. « Les Metalheads sont tellement amers, ils se demandent, "Pourquoi un groupe super-extrême n'a-t-il pas le succès qu'a Avenged Sevenfold ?", a déclaré Shadows dans une entrevue : « C'est parce que nous avons ce son classique et traditionnel que des groupes comme Metallica et Megadeth nous ont donné, il y a un certain temps. [...] Ce son s'est diffusé à une plus grande audience tandis que le metal extrême ne l'a pas fait. »
Ses artistes préférés sont Guns N' Roses, Elton John, Pink Floyd, Bad Religion, Pennywise, NOFX, At the Gates, Dream Theater, Helloween, Iron Maiden, Korn, Megadeth, Metallica, Pantera, Queensryche, System of a Down, X Japan, Mr. Bungle, H2O, Rancid, Disembodied, Knocked Loose.